# La Massaria
La Massaria és una obra de Sant Martí Sarroca (Alt Penedès) protegida com a Bé Cultural d'Interès Local.

## Descripció
La Massaria és una caseria situada al costat de la riera de Pontons, prop del nucli de Sant Martí Sarroca. Es tracta d'un conjunt format per diversos cossos, amb coberta a dues vessants i obra de pedra petita i irregular.
Són interessants les portes i les finestres, treballades en pedra.
Hi ha una creu dels trinitaris.

## Història
Els orígens del conjunt són medievals. Es coneix que antigament hi havia un molí.
Hi ha inscripcions a les claus d'arc amb les dates de 1761 i 1761.